# Actinomyia longicornis
Actinomyia longicornis är en tvåvingeart som först beskrevs av Ignaz Rudolph Schiner 1868.  Actinomyia longicornis ingår i släktet Actinomyia och familjen vapenflugor. Inga underarter finns listade i Catalogue of Life.